# Petersfield (Schiff)
HMS Petersfield war ein Minensuchboot der Hunt-Klasse der britischen Marine.

## Allgemeines
Die Petersfield wurde 1917 bei der Werft Lobnitz & Company, Renfrew, gebaut und am 3. März 1919 vom Stapel gelassen. Ursprünglich sollte sie Portmadoc heißen. Bei einer Länge von 69 Metern und 8,5 Metern Breite und einem Tiefgang von 2,1 Metern besaß er eine Verdrängung von 800 t.
Eingesetzt in der China Station lief er auf der Fahrt von Shanghai nach Fuzhou am 11. November 1931 in der Jangtse-Mündung vor der Tung-yung-Insel bei sehr schlechten Wetter auf Grund. Am 12. November 1931 konnte die Besatzung vom deutschen Passagierdampfer Derfflinger gerettet werde. Unter den Geretteten befand sich der britische China-Oberbefehlshaber Howard Kelly mit seiner Familie.